# Cronologia ASPRO
La cronologia ASPRO és un sistema de datació en nou períodes de l'antic Orient Pròxim utilitzat per la Maison de l'Orient et de la Méditerranée (MOM) per a jaciments arqueològics d'entre 14.000 i 5.700 aC.
Publicada per primera vegada el 1994, ASPRO significa «Atlas des sites du Proche-Orient» (del francès, Atles dels jaciments del Pròxim Orient), una publicació francesa pionera realitzada per Francis Hours i desenvolupada per altres estudiosos, com Olivier Aurenche.
Els períodes, cultures, característiques i intervals de dates de la cronologia original de l'ASPRO són:
| Període ASPRO | Fases culturals                                                            | Dates BP           | Dates EC           |
| Període 1     | Natufià, Zarzià final                                                      | 12.000 – 10.300 BP | 12.000 – 10.200 EC |
| Període 2     | Protoneolític, Neolític preceràmic A, Khiamià, Sultanià, Harifià           | 10.300 – 9.600 BP  | 10.200 – 8.800 EC  |
| Període 3     | Neolític preceràmic B (antic)                                              | 9.600 – 8.000 BP   | 8.800 – 7.600 EC   |
| Període 4     | Neolític preceràmic B (mitjà)                                              | 8.600 – 8.000 BP   | 7.600 – 6.900 EC   |
| Període 5     | Ceràmica cremada fosca, Çatal Hüyük, Umm Dabaghiya, Proto-Hassuna, Obeid 0 | 8.600 – 7.600 BP   | 6.900 – 6.400 EC   |
| Període 6     | Hassuna, Samarra, Halaf, Obeid 1                                           | 7.600 – 7.000 BP   | 6.400 – 5.800 EC   |
| Període 7     | Neolític preceràmic A, Halaf final, Obeid 2                                | 7.000 – 6.500 BP   | 5.800 – 5.400 EC   |
| Període 8     | Neolític preceràmic B, Obeid 3                                             | 6.500 – 6.100 BP   | 5.400 – 5.000 EC   |
| Període 9     | Obeid 4                                                                    | 6.100 – 5.700 BP   | 5.000 – 4.500 EC   |

L'any 2001, l'institut va revisar la cronologia dels sis primers períodes a partir de datació per carboni i corbes de calibració més recents. Al Període 3 es va poder distingir una fase inicial i tardana, però es van fusionar els períodes 4 i 5. En general, es van trobar més solapaments en el temps entre diferents fases culturals entre diferents llocs.
| Període ASPRO | Fases culturals                         | Dates BP           | Dates EC          |
| Període 1     | Natufià, Zarzià final                   | 12.000 – 10.300 BP | 12.500 – 9.500 EC |
| Període 2     | Protoneolític, Neolític preceràmic A    | 10.300 – 9.600 BP  | 10.500 – 8.300 EC |
| Període 3     | Neolític preceràmic B primerenc (antic) | 9.600 – .... BP    | 9.200 – 8.300 EC  |
| Període 3     | Neolític preceràmic B (mitjà)           | .... – 8.000 BP    | 8.400 – 7.500 EC  |
| Període 4,5   | Neolític preceràmic B mitjà i tardà     | 8.600 – 7.600 BP   | 7.600 – 6.000 EC  |
| Període 6     | Hassuna, Samarra, Halaf, Obeid 1        | 7.600 – 7.000 BP   | 6.400 – 5.600 EC  |